# José Maria da Ponte e Horta
José Maria da Ponte e Horta foi um administrador colonial português que exerceu o cargo de Governador-Geral da Província de Angola entre 1870 e 1873, tendo sido antecedido por Joaquim José da Graça e sucedido pelo 2.º mandato de José Baptista de Andrade.

## Obras
- Ultramar: theorias na Metropole, practicas na Africa;
- Politica de Portugal na Africa;
- Relatorio sobre a exposição universal de Paris (1857);